# (4735) Gary
(4735) Gary es un asteroide perteneciente al cinturón de asteroides, descubierto el 9 de enero de 1983 por Edward Bowell desde la Estación Anderson Mesa (condado de Coconino, cerca de Flagstaff, Arizona, Estados Unidos).

## Designación y nombre
Designado provisionalmente como 1983 AN. Fue nombrado Gary en honor a George Gary Shoemaker, director del "Meteor Crater Enterprises, Inc.", con motivo de la Conferencia "Asteroids, Comets, Meteors" celebrada en el año 1991 en Flagstaff, Arizona.

## Características orbitales
Gary está situado a una distancia media del Sol de 2,405 ua, pudiendo alejarse hasta 2,690 ua y acercarse hasta 2,120 ua. Su excentricidad es 0,118 y la inclinación orbital 7,245 grados. Emplea 1362 días en completar una órbita alrededor del Sol.

## Características físicas
La magnitud absoluta de Gary es 12,8. Tiene 5,119 km de diámetro y su albedo se estima en 0,406.